# Wendlandia glomerulata
Wendlandia glomerulata är en måreväxtart som beskrevs av Wilhelm Sulpiz Kurz. Wendlandia glomerulata ingår i släktet Wendlandia och familjen måreväxter. Inga underarter finns listade i Catalogue of Life.